# Wilhelm Leopolski

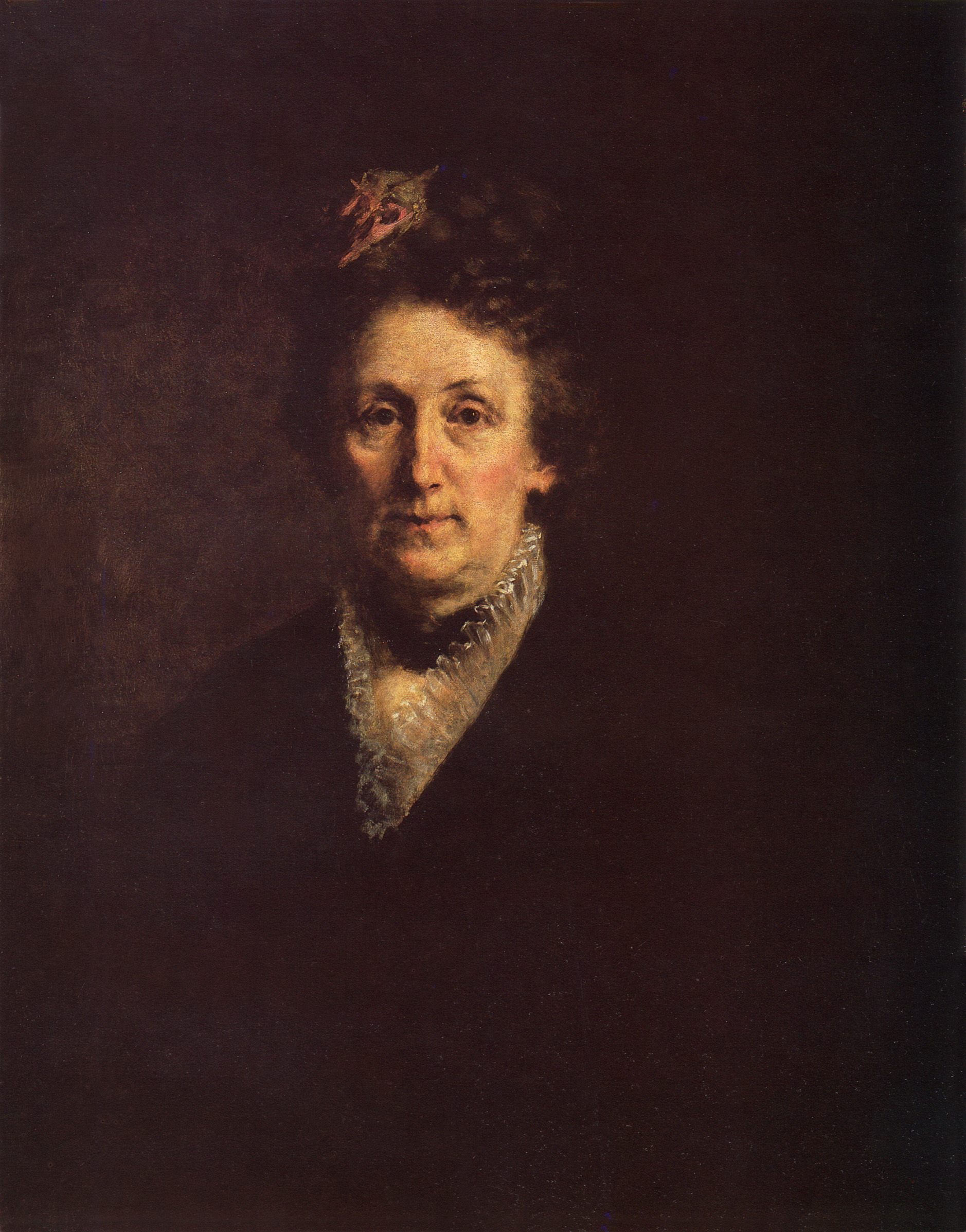
Portrait de Laury Fried, 1875

Wilhelm Jan Nepomucen Leopolski (aussi Wilhelm Postel de Leopolski, Wilhelm Postel Edler von Leopolski ou Wilhelm von Postel-Leopolski, né le 5 mai 1828 à Drohobytch, mort le 29 janvier 1892 à Vienne) est un peintre polonais et autrichien, réaliste dans des scènes historiques et des portraits.

## Biographie
Wilhelm Leopolski est le fils de Franciszek Leopolski, fonctionnaire. De 1848 à 1852, il étudie le droit à l'Université Ivan-Franko à Lviv. Après avoir terminé ses études, il va, de 1853 à 1856 et de 1858 à 1859, à l'Académie des beaux-arts de Cracovie où il étudie le dessin et la peinture avec Wojciech Stattler (pl) et Władysław Łuszczkiewicz comme professeurs.
Avec l'aide de Władysław Tarnowski, il étudie à l'Académie des beaux-arts de Vienne dans le cours de Christian Ruben. En 1862, il retourna en Pologne et vivre à Brody, Cracovie et Lviv (à partir de 1866). En 1874 et 1875, il suit les cours de Sándor Wagner à l'Académie des beaux-arts de Munich. En 1876, il va au tribunal pour un procès à cause d'une dispute entre lui et le jeune Jan Matejko qui se fait davantage connaître que son aîné.
En 1879, il s'installe définitivement à Vienne. Ici, il devient un portraitiste populaire auprès de l'aristocrate polonaise, nombreuse à Vienne. Il fait le portrait de l'empereur François-Joseph Ier d'Autriche et expose à Vienne, Munich et en Pologne. Durant sa vieillesse, il est placé temporairement dans un hôpital psychiatrique près de Vienne, abandonne la peinture et meurt sans le sou.

## Œuvre
Outre les portraits, Wilhelm Leopolski a composé scènes historiques, scènes de genre, paysages et des architectures intérieures. Il a surtout peint à l'huile, mais aussi des aquarelles, des dessins et des caricatures pour le magazine de Lviv Szczutek. Son style de peinture a été influencé par les enseignements des académies de Munich et Vienne et a suivi les mouvements artistiques européens.
La plus grande collection de ses œuvres se trouve au Musée national de Wrocław. Certains tableaux sont conservés aux Musées Nationaux de Cracovie et de Varsovie, au château de Kórnik et à Lviv.

## Source, notes et références
- (de) Cet article est partiellement ou en totalité issu de l’article de Wikipédia en allemand intitulé « Wilhelm Leopolski » (voir la liste des auteurs).